# Cherven Bryag
Cherven Bryag là một thị trấn thuộc tỉnh Pleven, Bungaria. Dân số thời điểm năm 2011 là 12639 người.

## Dân số
Dân số trong giai đoạn 2004-2011 được ghi nhận như sau:
| Năm | 2004  | 2005  | 2006  | 2007  | 2008  | 2009  | 2010  | 2011  |
| --- | ----- | ----- | ----- | ----- | ----- | ----- | ----- | ----- |
| Dân số | 14764 | 14508 | 14394 | 14083 | 14015 | 13856 | 13634 | 12639 |
| From the year 1962 on: No double counting—residents of multiple communes (e.g. students and military personnel) are counted only once. |       |       |       |       |       |       |       |       |